# Emanuele Ottolenghi
Emanuele Ottolenghi (* 1969 in Bologna) ist ein italienischer Politikwissenschaftler und Publizist. 

## Werdegang
Nachdem er zunächst an der Universität Bologna sein Studium der Politikwissenschaften abgeschlossen hatte, promovierte ihn 1998 die Hebräische Universität Jerusalem nach einer Dissertation „A matter of Conflict. The Place of Judicial Review in a Democracy“ zum Doktor der Philosophie. Er unterrichtete danach israelisches Recht, Politik und Gesellschaft als Leone Ginzburg Senior Fellow in Israel Studies am Oxford Center for Hebrew and Jewish Studies und am Middle East Centre of St Antony’s College der Oxford University. Von 2006 bis 2010 war er geschäftsführender Direktor des AJC Transatlantic Institute in Brüssel.

## Tätigkeiten
Wissenschaftlich sind Ottolenghis Forschungsschwerpunkte die israelische Innenpolitik, Verfassungs- und Wahlrechtsfragen sowie die italienische Außenpolitik und der Nahost-Konflikt. Zu diesen Themen legte er Beiträge in wissenschaftlichen Sammelwerken vor.
Neben seiner wissenschaftlichen Tätigkeit schreibt er regelmäßig Kommentare über israelische Innenpolitik, den israelisch-arabischen Konflikt und die europäische Nahost-Politik für internationale Medien wie Newsday, Commentary, National Review Online, Middle East Quarterly, Jewish Chronicle, The Guardian, The Daily Mirror, Die Welt, Il Corriere del Ticino, L’Unità, Il Foglio, Libero und Il Reformista. Er hat eine Kolumne bei dem britischen Monatsmagazin Standpoint und schreibt regelmäßig für Contentions, den Blog des Commentary Magazine. Ottolenghi gilt als neokonservativer Kommentator der israelischen Politik und des Nahostkonfliktes.

## Werke
Aufsätze
- Immobility, stability and ineffectiveness. Assessing the impact of direct election of Israeli prime minister. In: The journal of legislative studies, Bd. 5 (1999), Heft 1, S. 35–53.
- Why Palestians and Israelis are not ready for peace. In: Survival - global politics and strategy. Bd. 46 (2004/05), Heft 1, S. 41–54.

Bücher
- La bomba iraniana. Che ne sarà del mondo se l'Iran disporrà di armi nucleari e che cosa può fare l'Europa per impedirlo? Lindau, Turin 2009, ISBN 978-88-7180-772-0.
- Electoral Reform in Israel. Palgrave Macmillan, London 2008, ISBN 978-1-40393-246-4.
- Under a Mushroom Cloud. Europe, Iran and the Bomb. Faber & Faber, London 2009. ISBN 978-1-8466-8282-7.
- Autodafé. Europa gli ebrei e l'antisemitismo. Lindau. Turin 2007, ISBN 978-88-7180-606-8.